# غلف بابليشينغ كومباني
غلف بابليشينغ كومباني (بالإنجليزية: Gulf Publishing Company)‏ (بالعربية: شركة الخليج للنشر)؛ شركة نشر وفعاليات دولية مكرسة لقطاع الطاقة الهيدروكربونية، يقع مقرها في مدينة هيوستن في ولاية تكساس في الولايات المتحدة. في منتصف عام 2018، جرى تغيير علامتها التجارية إلى غُلف إنرجي إِنفورميشن (بالإنجليزية: Gulf Energy Information)‏. تأسست شركة «غُلف إنرجي إينفورميشن» عام 1916 على يد «راي لوفتون دودلي» (بالإنجليزية: Ray Lofton Dudley)‏. تصدر الشركة وتوزع منشوراتها في صيغ مطبوعة وإلكترونية عبر شبكة الإنترنت وعبر البث الشبكي. وتستضيف المؤتمرات والفعاليات المصممة لصناعة الطاقة. كانت الشركة تابعة إلى «مجموعة يوروماني العالمية» (بالإنجليزية: Euromoney Institutional Investor)‏ ما بين عامي 2001-2016، إلى أن جرى الاستحواذ عليها من قبل جون توماس رويال (بالإنجليزية: John Thomas Royall)‏ وعدد من مستثمري تكساس، ليصبح إثر ذلك رئيسها التنفيذي. في مايو 2016، انتقلت إلى الشركة ملكية مجلة بتروليوم إيكونوميست الخاصة بالأعمال والأبحاث الإستراتيجية المعنية بالطاقة، وبعدها بعام، تحديدًا في منتصف عام 2017، استحوذت الشركة على شركة «أويلدوم بابليشينغ» (بالإنجليزية: Oildom Publishing)‏ العريقة البالغة من العمر 109 أعوام.

## وصلات خارجية
- الموقع الرسمي